# Francesco d'Avalos (musicista)
Francesco d'Avalos (Napoli, 11 aprile 1930 – Napoli, 26 maggio 2014) è stato un compositore e direttore d'orchestra italiano.

## Biografia
Figlio di Carlo e di Giuseppina Basevi, apparteneva ad un ramo della famiglia D'Avalos erede dei Caracciolo principi di Torrebruna e duchi di Celenza, in seguito creati duchi d'Avalos da Gioacchino Murat.
Inizia lo studio della musica a 12 anni, studiando pianoforte inizialmente con Marta De Conciliis e in seguito con Vincenzo Vitale, e composizione con Renato Parodi. Si diploma in composizione con il massimo dei voti presso il Conservatorio di San Pietro a Majella di Napoli mentre studia filosofia all'Università di Napoli.
Successivamente frequenta i corsi di direzione d'orchestra all'Accademia Chigiana di Siena con Paul van Kempen, Franco Ferrara e Sergiu Celibidache.
Fra il 1951 e il 1954 ha collaborato con il giornale "Il Quotidiano" per la critica musicale.
Nel 1972 viene chiamato da Nino Rota a insegnare composizione al Conservatorio di Bari, dove rimane fino al 1979, trasferendosi poi al Conservatorio di Napoli, dove insegnerà composizione fino al 1998.
Ha svolto la sua attività concertistica come direttore presso numerose orchestre: Rai di Roma, Rai di Torino, Rai di Napoli, Radio Hamburg, Radio Frankfurt, Jerusalem Philharmonic Orchestra, Hungarian State Symphony Orchestra, Philharmonia Orchestra di Londra e altre. Ha inoltre diretto a Copenaghen, Lugano, Zurigo, Stoccarda, Colonia, Lione, Londra, Manila, al Teatro Comunale di Firenze, al Teatro San Carlo di Napoli, al Teatro alla Scala, al Teatro Nuovo di Milano e altrove.
Ha inciso vari dischi, in particolare con l'Orchestra Philharmonia di Londra, registrando opere di: Bach, Bruckner, Chausson, Franck, Liszt, Raff, Schoeck, Schubert, Schumann, Smetana, Wagner, Weber, e tutte le opere orchestrali di Brahms, Mendelssohn, Clementi e Martucci.
Le sue registrazioni discografiche sono edite dalle case ASV, IMP, Chandos, Brilliant, Amadeus, Nireo.
D'Avalos aveva iniziato a scrivere musica a dodici anni, ma considerava la sua prima composizione "Psiche", scritta a diciassette anni. È stato autore di due Sinfonie per soprano e orchestra e di numerose altre composizioni:
1. Maria di Venosa per soli, coro e orchestra;
2. Qumran per orchestra, per soli, coro e orchestra;
3. Hymne an die Nacht per orchestra;
4. Studio Sinfonico per orchestra;
5. Psiche e Eros per orchestra;
6. Musica per un dramma immaginario per orchestra;
7. Vexilla Regis per coro e orchestra;
8. Lines per soprano e orchestra;
9. Il Fiume Wang per soprano e archi;
10. Sonata da chiesa per archi;
11. Suite Slava per archi;
12. Quintetto for piano e archi;
13. In Memoriam per piano e orchestra;
14. Idillio per pianoforte e orchestra d'archi;
15. Brani pianistici, musica da camera, ecc.

Le sue opere sono state eseguite varie volte e da vari interpreti; tra le principali esecuzioni ricordiamo la "Prima sinfonia" eseguita alla Norddeutscher Rundfunk (Hamburg), "Hymne an die Nacht" con l'orchestra Hessischer Rundfunk (Frankfurt) diretta da Hans Werner Henze, "Qumran - studio for orchestra", diretto da Eliahu Inbal alla Scala di Milano, Idillio per pianoforte e orchestra d'archi, eseguito dal pianista Francesco Libetta, il quale ha anche inciso le opere per pianoforte solo di d'Avalos, tutte a lui dedicate. Nel 2013 la sua opera Maria di Venosa è stata eseguita al Festival della Valle d'Itria.  Nel 2018, i due Quintetti di Francesco d'Avalos sono stati eseguiti dal pianista Francesco Caramiello (scelto da d’Avalos nel 1989 per la prima registrazione mondiale dei due concerti per pianoforte e orchestra di Giuseppe Martucci con la Philharmonia Orchestra) con il Quartetto Noûs e la soprano Leslie Visco per l’Associazione Alessandro Scarlatti, e pubblicati dall'etichetta Tactus.
Ha ricevuto il Premio di composizione Premio Selezione Marzotto nel 1958, il Grand Prix International du Disque Académie Charles Cros - Paris 1990 per le registrazioni delle opere sinfoniche di Martucci; lo Mra Award 1991 per la registrazione della terza sinfonia di Raff; Compact Discotèque idèale 1991 per la registrazione delle sinfonie di Franck e Chausson; Premio Fanzago nel 2005; premio Una vita per la musica dall'Associazione Marche Musica nel 2008; Premio Speciale alla Carriera del Centro Incontro delle Arti Della Monaco nel 2010; Premio del Presidente della Repubblica Oltre l'Orizzonte nel 2010.
Nel 2005 la casa editrice Bietti ne ha pubblicato il libro "La crisi dell'occidente e la presenza della storia - Il significato del ventesimo secolo attraverso l'evoluzione della musica". Nel novembre 2013 è stata pubblicata la sua Autobiografia (Aracne editrice).